# فرهاد دوم
فرهاد دوم (پارتی: 𐭐𐭓𐭇𐭕 Frahāt) (به لاتین: Phraates II) ششمین اشک از شاهنشاهی اشکانی است (۱۳۲ پ. م – ۱۲۷ پ. م). وی پس از پدرش مهرداد یکم بر تخت نشست. از آنجا که هنگام به سلطنت رسیدن بسیار جوان بود، در ابتدا مادرش رینو به عنوان نایب‌السلطنه او حکمرانی کرد. بیشتر دوران کوتاه سلطنت وی به جنگ با امپراتوری سلوکی گذشت و او سعی در بازپس‌گیری سرزمین‌های از دست رفته قلمرو اشکانی از پادشاه آنتیوخوس هفتم (۱۳۸ پ. م – ۱۲۹ پ. م) را داشت. در ابتدا حمله فرهاد ناموفق بود، اما بعدتر فرهاد موفق شد ابتکار عمل را بدست گرفته و نیروهای آنتیوخوس را شکست دهد، به این صورت سلوکی‌ها در جنگ کشته یا اسیر شدند. فرهاد دوم پس از آن به سوی شرق شتافت تا حمله قبایل کوچ نشین سکایی و یوئه‌چی را دفع کند و آنها را شکست می‌دهد. پس از وی عمویش اردوان یکم جانشین وی شد.
حکومت او نقطه عطفی در تاریخ ایران است چون او و مردانش  با پیروزی بر سلوکیان  (یونانیان) در نبرد هگمتانه پایان دوران یونانی را در ایران رقم زدند که  باعث پایان حکومت بیگانگان در ایران شد. فرهاد دوم اشکانی یکی از بهترین پادشاهانی است که ایران به خود دیده است.

## سالشمار
- آغاز سلطنت او ۱۳۸ پیش از میلاد است.[۱]
- در سال ۱۲۹ پیش از میلاد فرهاد دوم، آنتیوخوس هفتم را شکست می‌دهد.[۱]

## فرهاد دوم و سلوکیان
آنتیوخوس هفتم برادر دیمتریوس دوم در نبود او سوریه را تصرف کرد و بر آن بود که به ایران حمله و آن را نیز تسخیر کند. در آغاز پیشروی چشمگیری نصیب آنتیوخوس شد و مردم ایران نیز بر فرهاد شوریدند و عرصه آن چنان بر او تنگ شد که ناچار به حکومت بر سرزمین پارت که برای او باقی‌مانده بود، بسنده کرد. فرهاد خواست با سلوکیان از در آشتی درآید، ولی شرایط شاه سلوکی بسیار سنگین بود. به این ترتیب فرهاد می‌بایست به مملکت پارت اکتفا کند و باج سنگینی نیز به سلوکیان بپردازد. فرهاد برای ایجاد جنگ داخلی در سوریه، دمتریوس را که توسط پدرش مهرداد اسیر شده و در زندان بود، رها کرد تا میان دو برادر نبردی درگیرد. گفتنی است که ظلم و ستم سلوکیان بر مردمان تحت انقیادشان موجب شد که مردم تحت ستم سلوکیان به فرهاد گرویدند. آنتیوخوس برای گرفتن انتقام شکست‌ها و اسارت خود با سپاهی بزرگ به ایران آمد، ولی فرهاد به او فرصت نداد، ناگهان بر او تاخت و در هنگام جنگ پادشاه سلوکی کشته شد.
از این پس سلوکیان دیگر به خود اجازه تجاوز به حریم ایران را ندادند. فروپاشی کامل دولت سلوکی از همین زمان آغاز گردید.

## سکاها
پس از این پیروزی فرهاد مدتی را در آسودگی زیست، ولی این آسودگی زیاد دوام نیاورد و او با مشکلات جدیدی روبرو شد. فرهاد برای امنیت مرزهای شرقی ایران، سکاها را به کمک طلبید و با آنان پیمانی بست. بر اساس این پیمان فرهاد می‌بایست در برابر یاری رساندن سکاها به سپاه پارتیان مبلغی به آنان بپردازد. منابع تاریخی این گونه بیان کرده‌اند که فرهاد دوم توانست بدون یاری سکاها بر مشکلات فائق آید و از آنجایی که مبلغ تعهد شده به آنها بسیار زیاد بود، وی از پرداختن آن خودداری نمود.
سکاهای غربی با توجه به خوی تهاجمی خود در راه برگشت به سرزمین پارت غربی یورش بردند و به قتل و غارت پرداختند و آنجا را اشغال کردند. فرهاد برای دفع تجاوزات سکاهای غربی با آنان وارد جنگ شد و گیمر را به پست حاکمیت نواحی غرب پارت منسوب کرد. یونانیان ارتش فرهاد دوم که نقش پیاده‌نظام را داشتند به او خیانت کردند و به سکاها ملحق شدند و فرهاد دوم و اردوان دوم در سال ۱۲۵ پ.م. در همان جنگ کشته شدند.
بعد از مرگ فرهاد دوم سرداران فرهاد دوم توانستند سکاهای غربی را مجبور به عقب‌نشینی به سکستان (سیستان امروزی) کنند. از این پس سرزمین زرنگ بر اثر این واقعه، به سکستان تغییر نام یافت و این نام بعدها سیستان شد.
از این پس تاریخ ایران با تاریخ چین پیوند می‌یابد. در چین پس از انقراض سلسله چو، یک چینی به نام تسین زمام امور را در دست گرفت و سلسلهٔ نیرومندی را تأسیس نمود و برای جلوگیری از تاخت و تاز مردمان وحشی صحراگرد، دیوار چین را ساخت. پس از آن هون‌ها که از نژاد آسیای شرقی می‌باشند، چون نتوانستند وارد چین شوند و تاخت و تاز نمایند، متوجه صفحات غربی شدند و حمله به مردمان ایرانی‌تباری موسوم به یوئه‌چی نمودند و آنها را از جایشان راندند. مردمان مزبور هم به نوبه خود به سکاها فشار آوردند. این بود که سکاها به پارت و باختر روی آوردند.